# Ait Yahya
Ait Yahya (en àrab أيت يحيى, Ayt Yaḥyà; en amazic ⴰⵢⵜ ⵉⵃⵢⴰ) és una comuna rural de la província de Midelt, a la regió de Drâa-Tafilalet, al Marroc. Segons el cens de 2014 tenia una població total de 4.560 persones.